# Hristijan Mickoski
Hristijan Mickoski (en macedonio: Христијан Мицкоски; Skopie, 29 de septiembre de 1977) es un político macedonio y es el actual primer ministro de Macedonia del Norte. También es profesor universitario y presidente de VMRO-DPMNE. En 2016, se convirtió en el director de JSC "Power Plants of Macedonia", y en el período 2015-2017 fue asesor de energía de los primeros ministros Nikola Gruevski y Emil Dimitriev. Como único candidato, fue elegido líder de VMRO-DPMNE en el decimosexto congreso del partido en Valandovo.

## Biografía
Mickoski nació el 29 de septiembre de 1977 en Skopie, entonces en la República Socialista de Macedonia, parte de la República Federativa Socialista de Yugoslavia. Fue presidente de ELEM, la empresa estatal de producción de electricidad. Se convirtió en doctor y profesor asociado en la Facultad de Ingeniería Mecánica de la Universidad Santos Cirilio y Metodio de Skopie.

### Carrera política
Después de la renuncia de Nikola Gruevski, Mickoski se convirtió en el nuevo líder del partido VMRO-DPMNE en diciembre de 2017,  y, por lo tanto, en líder de la oposición en el país. Mickoski ha declarado que él y su partido están a favor de unirse a la Unión Europea y la OTAN, pero no con «capitulación». Sin embargo, la veracidad de su orientación a favor de la UE y a favor de la OTAN ha sido en duda por algunos observadores políticos. Mickoski tiene estrechos vínculos con el primer ministro húngaro Viktor Orbán y el presidente serbio Aleksandar Vučić. Él y su partido se convirtieron en uno de los principales participantes de las protestas de Macedonia del Norte de 2022 contra la propuesta francesa para el inicio del proceso de negociación entre Macedonia del Norte y la UE.
Después de que el VMRO-DPMNE ganara una pluralidad de escaños en la Asamblea de Macedonia del Norte y llegara a un acuerdo de coalición con la Coalición VLEN y ZNAM después de las elecciones parlamentarias de Macedonia del Norte de 2024, la presidenta Gordana Siljanovska-Davkova le pidió formalmente a Mickoski que formara el próximo gobierno el 6 de junio. El 23 de junio de 2024, después de una votación en la asamblea, se convirtió en el decimosegundo primer ministro del país.